# Nokia 6 (2017)
Nokia 6 (2017) je pametni telefon znamke Nokia srednjega cenovnega razreda, ki ga poganja mobilni operacijski sistem Android 7.1.1, HMD pa ga mesečno posodablja z varnostnimi posodobitvami in popravki. Je prvi pametni telefon finska znamke HMD Global in prvi pametni mobilni telefon po Nokii Lumiji 638 v letu 2014.
Poganja jo osemjedrni procesor snapdragon 430. Ima 32/64 GB notranjega pomnilnika, ki ga lahko razširimo s kartico microSD do 256GB in 3/4 GB delovnega pomnilnika.
Ima 5.5 palični oziroma 14 centimetrski zaslon ločljivosti full-HD (1080p).
Ima glavi fotoaparat velikosti 16 MP s pet faznim samodejnim ostrenjem in dvotonsko bliskavico za slikanje pri slabši svetlobi ter sprednji fotoaparat velikosti 8 MP in samodejnim ostrenjem ter širokim kotom zajema.
- Fotoaparat Nokie 6
- Nokia 6 z zadnje strani
- Nokia 6 s sprednje strani

## Predstavitev
Najprej je bila na volj za nakup na Kitajskem trgu in sicer 20.januarja, kmalu po predstavitvi. Povpraševanje je bilo zelo veliko in je bilo prodano v nekaj minutah. Za nakup se je vnaprej registriralo preko milijon ljudi. 26.februarja 2017 pa je bila malenkost prenovljena predstavljena za svetovni trg, skupaj z Nokio 3 in Nokio 5, ter prenovljenim klasičnim telefonom Nokio 3310. Za nakup v ostalih Azijskih državah je bila na voljo 30.maja 2017, čez nekaj časa (v mesecu juniju) pa še v Evropskih državah.
V Združenih državah Amerike je bila na voljo 6.julija za 229 ameriških dolarjev.
Nokia 6 (2017) je bila v Indiji na voljo za nakup 23.avgusta 2017. Od 10.avgusta do začetka prodaje se je za nakup vnaprej registriralo preko milijon ljudi na spletni trgovini Amazon.
5. januarja 2018 pa je bila predstavljena njena naslednica Nokia 6 (2018), ki je na voljo trenutno le na kitajskem.

## Različice
Poznamo več različic pametnega telefona Nokia 6 (2017).
| Številka modela | Regija              | Opombe                                                                                               | Gradnja         | Podpora za dve kartici SIM | Podpora za dve kartici SIM |
| --------------- | ------------------- | --- | --------------- | -------------------------- | -------------------------- |
| TA-1000         | Kitajska            | 4GB RAM, 32GB / 64GB ROM, brez NFC, Googlove storitve na voljo po juliski (2017) posodobitvi sistema | 00CN_3_31D_SP03 | Da                         |                            |
| TA-1003         | Hong Kong in Tajvan | 4GB RAM, 64GB ROM, brez NFC, kamera bre avtomatskega ostrenja                                        | 00WW_3_31D_SP03 | Da                         |                            |
| TA-1021         | Svet                | 3GB RAM, 32GB ROM / 4GB RAM, 64GB ROM                                                                | 00WW_3_32D_SP03 | Da                         |                            |
| TA-1025         | Svet                | 3GB RAM, 32GB ROM / 4GB RAM, 64GB ROM                                                                |                 | Da                         |                            |
| TA-1033         | Svet                | 3GB RAM, 32GB ROM / 4GB RAM, 64GB ROM                                                                |                 |                            | Ne                         |
| TA-1039         | Svet                | 3GB RAM, 32GB ROM / 4GB RAM, 64GB ROM                                                                |                 |                            | Ne                         |